# Thomas Lyon-Bowes (Lord Glamis)
Pour les articles homonymes, voir Lyon et Bowes.
Thomas George Lyon-Bowes, Lord Glamis (né le 6 février 1801 à St Paul's Walden et mort le 27 janvier 1834 à Honfleur) est un héritier du comté de Strathmore et Kinghorne. Il est le fils unique de Thomas Lyon-Bowes (11e comte de Strathmore et Kinghorne) et de Mary Elizabeth Louisa Rodney Carpenter. Il est l'arrière-grand-père de la reine Elisabeth, la reine mère.

## Biographie
Le 21 décembre 1820, il épouse Charlotte Grimstead, fille de Joseph Valentine Grimstead, d'Ewood Park et de Merry Hall, et de Charlotte Jane Sarah Walsh.
Ils ont sept enfants :
- Thomas Lyon-Bowes (18 octobre 1821 – 18 octobre 1821)
- Thomas Lyon-Bowes (12e comte de Strathmore et Kinghorne) (28 septembre 1822 - 13 septembre 1865)
- Claude Bowes-Lyon (13e comte de Strathmore et Kinghorne) (21 juillet 1824 - 16 février 1904), ancêtre de la reine Élisabeth II.
- Charlotte Lyon-Bowes (15 mai 1826 – 22 octobre 1844)
- Herbert Lyon-Bowes (1828 – mort en bas âge)
- Arthur Lyon-Bowes (1830 – mort en bas âge)
- Frances Lyon-Bowes (8 février 1832 - 27 janvier 1903), élevée au rang de fille de comte (avec le prédicat de Lady Frances) en 1847[2], épouse Hugh Charles Bettesworth Trevanion

Thomas est décédé à l'âge de 32 ans à Honfleur, France ; laissant à sa femme – Lady Glamis – très peu d'argent pour élever leurs quatre enfants survivants . Son fils aîné, Thomas Lyon-Bowes devient l'héritier du comté de Strathmore et Kinghorne.